# 1132
1132 (MCXXXII) var ett normalår som började en fredag i den julianska kalendern.

## Händelser

### Okänt datum
- Biskop Henrik i Sigtuna tvingas i landsflykt.
- Sverker den äldre gifter sig med Ulvhild Håkansdotter.

## Födda
- Rhys ap Gruffydd, härskare i Deheubarth.
- Urraca av Kastilien (drottning av Navarra).

## Avlidna
- Mstislav I, ledare för Kievriket.